# 绒多乡
绒多乡，是中华人民共和国西藏自治区那曲市嘉黎县下辖的一个乡镇级行政单位。

## 行政区划
绒多乡下辖以下地区：
秋赤库村、森土库村、萨囊村、叶隆村、玉隆松多村、它悟切村、曲桑朵村、江多村、董罗岗村、隆那多村和森布库村。